# Egzylarcha
Egzylarcha – tytuł przywódcy Żydów diaspory babilońskiej (od II wieku). Wybierany był kierując się zasadą dziedziczności z rodu Dawida.
Nazwa egzylarcha pochodzi z połączenia słów: łac. exilium (wygnanie) i gr. archḗ (władza).